# اندی گریفیت شو
اندی گریفیت شو (به انگلیسی: The Andy Griffith Show) کمدی موقعیتی آمریکایی است که اول بار بین ۳ اکتبر ۱۹۶۰ تا ۱ آوریل ۱۹۶۸ پخش شد. اندی گریفیت نقش کلانتر یک جامعه کوچک خیالی در می‌بری، کرلاینای شمالی را ایفا می‌کند. این مجموعه در رده بندی نیلسن هیچگاه پایین‌تر از هفتم نیامد و در فصل پایانی اش اول بود. تی وی گاید آن را نهمین شوی خوب تاریخ تلویزیون دانسته‌است.